# Tieng Tiny
Tieng Tiny (sinh ngày 9 tháng 6 năm 1986, ở Campuchia) là một cầu thủ bóng đá cho Visakha. Anh dẫn dắt đội hình để thăng hạng khỏi Cambodian Second League năm 2017. Được xem là một trong những hậu vệ xuất sắc nhất quốc gia trong vài năm gần đây, Tieng Tiny thi đấu thường xuyên cho đội tuyển quốc gia Campuchia từ khi ra mắt quốc tế năm 2006. Anh gia nhập Crown năm 2008 sau một mùa giải với Naga Corp, sau khi trước đó thi đấu cho Khemara và Phnom Penh Empire.

## Danh hiệu

### Câu lạc bộ
Phnom Penh Crown
- Giải bóng đá vô địch quốc gia Campuchia: 2010,2011
- Hun Sen Cup: 2009
- Cúp Chủ tịch AFC 2011: Á quân

Nagaworld FC
- Giải bóng đá vô địch quốc gia Campuchia: 2007
- Hun Sen Cup: 2013